# Pycnonotus cyaniventris
Pycnonotus cyaniventris е вид птица от семейство Pycnonotidae. Видът е почти застрашен от изчезване.

## Разпространение
Видът е разпространен в Бруней, Индонезия, Малайзия, Мианмар и Тайланд.